# Marly-sous-Issy
Marly-sous-Issy är en kommun i departementet Saône-et-Loire i regionen Bourgogne-Franche-Comté i östra Frankrike. Kommunen ligger i kantonen Issy-l'Évêque som tillhör arrondissementet Autun. År 2022 hade Marly-sous-Issy 82 invånare.

## Befolkningsutveckling
Antalet invånare i kommunen Marly-sous-Issy
| Referens: INSEE |